# Ruth Fine
Ruth Fine (Buenos Aires, 1957) es una hispanista y cervantista argentina radicada en Israel que ostenta la cátedra Salomón & Victoria Cohen en América Latina Contemporánea en la Universidad Hebrea de Jerusalén.

## Vida
Egresada de la carrera de Letras de la Universidad de Buenos Aires. Se doctoró en Literatura Iberoamericana en la Universidad Hebrea de Jerusalén, donde se desempeña como catedrática de Estudios Ibéricos y Latinoamericanos del Departamento de Estudios Románicos y Latinoamericanos. Fue Directora de dicho Departamento, del Instituto de Humanidades Generales y del Foro Europeo en dicha universidad. Se especializa en teoría literaria y en narrativa del Siglo de Oro español, con énfasis en la obra de Cervantes. 

## Publicaciones
Ha publicado numerosos artículos en revistas especializadas y libros, entre ellos La desautomatización en literatura. Su ejemplificación en El Aleph de J. L. Borges (Hispamérica 2000); Borges en Jerusalén (en colaboración con M. Solotorevsky, Colección TKKL, Iberoamericana/Vervuert 2003); Una lectura semiótico narratológica del Quijote (Colección TKKL, Iberoamericana/Vervuert 2006); Cervantes y las religiones (en colaboración con S. López Navia, Iberoamericana/Vervuert, 2008); La Biblia en la literatura del Siglo de Oro (en colaboración con I. Arellano, Biblioteca Áurea, Iberoamericana/Vervuert, 2010); Jerusalén-Toledo. Historias de dos ciudades (en colaboración con M. Casado y C. Mata, Biblioteca Áurea, Iberoamericana/Vervuert, 2012); La fe en el universo literario de Jorge Luis Borges (en colaboración con D. Blaustein, Van Leer Institute and Hildesheim – Zürich – New York: Georg Olms Verlag, TKKL, 2012); La literatura de los conversos después de 1492 (en colaboración con M. Guillemont y J. D. Vila, Iberoamericana/Vervuert, 2013); Recreaciones bíblicas cervantinas (Biblioteca Áurea, Iberoamericana/Vervuert, 2014).

## Asociaciones a las que pertenece
Es fundadora y presidenta de la Asociación de Hispanistas de Israel y vicepresidenta de la Asociación Internacional de Hispanistas, de la Asociación de Cervantistas. Desde 2016 es miembro correspondiente de la Real Academia Española.Desde 2023 es miembro correspondiente de la Academia Argentina de Letras.

## Premios
Ha sido distinguida con diversos premios, entre ellos, el Premio de excelencia otorgado por el Rector de la Universidad Hebrea de Jerusalén.
En 2013 el Ministerio de Asuntos Exteriores y Cooperación español le concedió la Encomienda de la Orden del Mérito Civil por su labor en el desarrollo de las relaciones culturales entre España e Israel y por promover el conocimiento de la literatura española.
El 28 de junio de 2019, recibió de manos de monseñor Fernando Ocáriz, el doctorado honoris causa por la Universidad de Navarra.